# 蓋亞那女王
英國女王伊莉莎白二世於1966年至1970年間擔任蓋亞那女王。當時蓋亞那是獨立的主權國家，實行君主立憲制。伊莉莎白二世也是包括英國在內的其它大英國協王國的君主。她對蓋亞那的憲法職責委託給蓋亞那總督。

## 歷史
英属圭亚那於1966年5月26日成為一個獨立的國家，稱為蓋亞那。伊莉莎白二世擔任蓋亞那國家元首和蓋亞那女王。肯特公爵和肯特公爵夫人代表蓋亞那君主出席蓋亞那的獨立慶典。肯特公爵代表女王在蓋亞那議會的第一屆會議上開幕，並在寶座上發表了談話。
女王對蓋亞那的憲法職責主要委託給蓋亞那總督：她在蓋亞那的代表。蓋亞那總督由女王根據蓋亞那總理的建議任命。蓋亞那的所有行政權力都屬於女王，但主要由蓋亞那總督代表她行使。
1966年2月4日至5日，女王訪問了蓋亞那，在那裡她開設了伊莉莎白二世女王國家公園（現為蓋亞那國家公園）。
蓋亞那獨立後整整45個月，那成為大英國協內的共和國，改由蓋亞那總統為蓋亞那的國家元首。
1994年2月19日至22日，伊莉莎白二世再次訪問蓋亞那。